# ヒマリア
ヒマリア（古希: Ἱμαλία, Himalia）は、ギリシア神話に登場するニュムペーである。ゼウスがティーターノマキアーに勝利したのち愛人になり、彼との間にスパルタイオス、クロニオス、キュトスという3人の息子をもうけた。
木星の第６衛星ヒマリアのエポニムである。